# Wybory

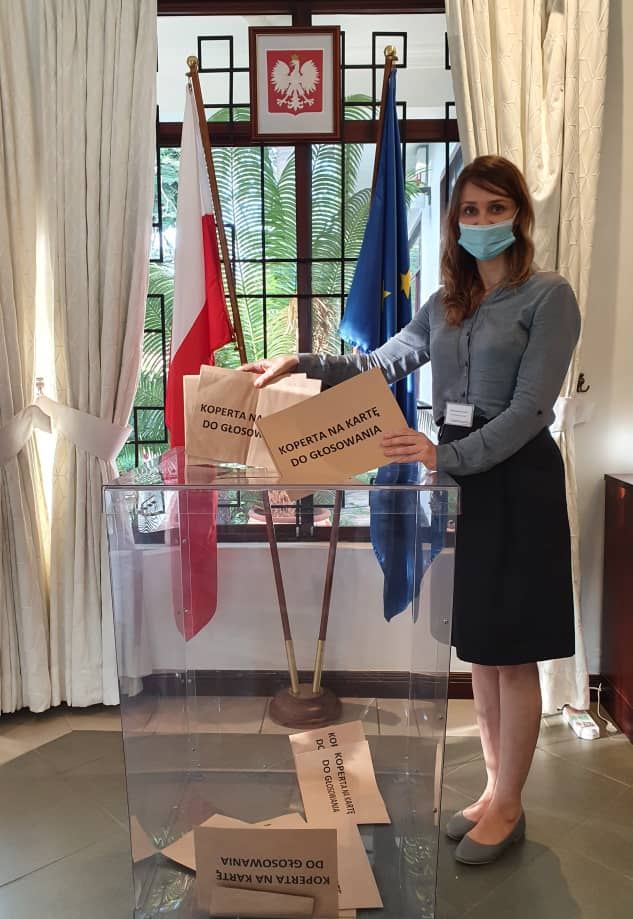
Urna wyborcza w Ambasadzie RP w Dar es Salaam

Wybory – proces, w którym obywatele wybierają spośród zgłoszonych kandydatów swoich przedstawicieli do organów władzy. Jest to podstawowy mechanizm demokracji.
Wybory są też powszechnie przyjętym sposobem doboru organów władzy w mniejszych zbiorowościach – we wszelkiego rodzaju stowarzyszeniach, spółkach, komisjach, partiach itp.
Podstawową metodą dokonywania wyborów jest głosowanie. Ustawa określająca sposób przeprowadzania konkretnych wyborów nazywana jest ordynacją wyborczą (np. polski kodeks wyborczy).